# 高野寺 (函館市)
高野寺（こうやじ）は、北海道函館市にある高野山真言宗の寺院。山号は北南山。高野山金剛峯寺大日堂から下付された藤原期の大日如来を本尊としている。北海道三十三観音霊場1番札所。

## 歴史
- 1884年（明治17年）開基。
- 1916年（大正5年）に現在の地に移転。
- 本堂は二度の火災後の再建。

## 文化財
- 木造大日如来坐像（本尊） － 道内唯一の彫刻部門の重要文化財